# Thabena brunnifrons
Thabena brunnifrons är en insektsart som först beskrevs av Bonfils, Attit och Reynaud 2001.  Thabena brunnifrons ingår i släktet Thabena och familjen sköldstritar. Inga underarter finns listade i Catalogue of Life.